# 이정현 (신학자)
이정현(李政鉉, 1959년 12월 18일~)은 대한민국의 목사이며 신학자이다. 서울성경신학대학원대학교에서 실천신학교수와 부총장을 하였으며, 실천신학과 관련하여 많은 전문도서를 출판하였다. 예배학, 실천신학 그리고 기도에 대한 전문가로 평가받는다. 현재 소망교회 담임목사이며 대한예수교장로회(대신) 제56회 총회에서 총회장을 역임하였다. 그는 성경에 의한 예배. 영과 진리로 하는 예배의 본질을 강조한다.

## 학력
- 안양대학교
- 합동신학대학원대학교
- 인천대학교 교육대학원
- 프리토리아 대학교(Universiteit van Pretoria), (예배학 Ph.D.)

## 경력
- 서울성경신학대학원대학교 실천신학교수
- 서울성경신학대학원대학교 교학처장
- 서울성경신학대학원대학교 부총장
- 서울성경신학대학원 명예교수
- 한남노회장 역임
- 총회 신학위원장 역임
- 대한예수교장로회(대신) 부회장
- 현 안양대학교 신학대학원의 겸임교수
- 대한예수교장로회(대신) 증경 총회장
- 현 소망교회 담임목사

## 저서
- 창세기 성경공부(예루살렘, 1994)
- 사도행전 성경공부(예루살렘, 1994)
- 예가기도(솔로몬, 1996)
- 중보기도(베드로서원, 1997)
- 그리 아니하실지라도(기독교연합사, 1999)
- 기도의 맥을 잡아라(잠언, 2000)
- 개혁주의 예배학(서울성경신학대학원대학교, 2001)
- 기도학교에 입학하라(잠언, 2003)
- 실천신학 입문서(잠언, 2003)-번역
- 어려울수록 믿음으로 살라(엠티엠, 2004)
- 공동집필-총회예식서(2004)
- 주일학교계단공과-초등부 아동용 및 교사용(2004-2011)
- 아버지의 숨겨진 눈물(잠언, 2005)
- 개혁주의 예배학(샘터, 2005)
- 분별하는 삶으로 건강한 교회를 세우자-고린도전서 성경공부(샘터, 2005)
- 성경적 기도생활(지민, 2006)
- 실천신학입문서(지민, 2006)-번역
- 우리는 무엇을 믿는가?-사도신경 강해(지민, 2006)
- 알기 쉬운 성경교수법(지민, 2006. 8)
- 우리는 무엇을 기도해야 하는가?(지민, 2006. 9)
- 왕들은 하나님을 어떻게 섬겼는가?(지민, 2007. 3)
- 기도와 영적부흥(지민, 2007. 6)-번역
- 실천신학개론(지민, 2007.11)
- 가무는 해에도 걱정이 없는 나무(지민, 2007. 12)
- 기독교인의 기본생활 지침(지민, 2008.1)
- 해돈로빈슨의 설교학(지민, 2008. 2)
- 기독교인들이 재미로 읽는 책(지민, 2008.10)
- 우리는 어떻게 살아야 하는가(지민, 2008.10)
- 네 양떼에 마음을 두라(지민, 2008. 10)
- 개혁주의 예배학(개정증보판)(지민, 2009. 6)
- 바울곁의 사람들(지민, 2009. 8)
- 내 인생의 4계절(지민, 2009. 12)
- 호세아서 강해(지민, 2010.8)
- 앙망하는 자에게 주시는 은혜(지민, 2010. 9)
- 포기할 수 없는 교리설교(지민, 2010.12)
- 기도학교에 입학하라(지민, 2011.4)
- 느헤미야서 강해(지민, 2011.8)
- 성경적 기도생활(지민, 2011.9)
- 그 날에 베마 앞에 설 것을 생각하고(지민, 2011.12)
- 예배학교에 입학하라(지민, 2012. 8)
- 사도행전 강해(지민, 2012, 9)
- 경건생활에 힘쓰자(지민, 2012. 12)
- 현대 목회학(지민, 2013)
- 예수님의 열두 제자 이야기(지민, 2014. 6)
- 성화의 삶(지민, 2015. 12)
- 웨스트민스터 신앙고백 강해(지민, 2016. 5)
- 순종은 견고한 성벽을 무너뜨린다(지민, 2016.12)
- 기독교인의 3대 생활지침(지민, 2017. 8)
- 에베소서·빌립보서 강해(지민, 2017.12)
- 주님이 제자들의 마음을 불타게 하셨다(지민, 2018)
- 마태복음 강해(지민, 2019)
- 가까이 해 주심과 가까이 함(월간사모, 2019.12)
- 성경의 기도를 말하다(월간사모, 2020. 4)
- 여호와의 말씀을 삼가듣고 지켜 행하면(지민, 2020.12)
- 성경개론과 각 장의 내용분해(지민, 2021. 5)

## 번역서
- 실천신학 입문서 / L.M. 헤인즈; H.J.C. 피터스

## 같이 보기
- 한국의 신학자 목록
- 한국의 목회자 목록
- 합동신학대학원대학교
- 한국복음주의신학회
- 한국복음주의실천신학회
- 한국장로교신학회
- 한국개혁신학회
- 박윤선
- 개혁신학자
- 안명준
- 서울성경신학대학원대학교
- 기도
- 예배